# Alexi Grewal
Alexi Singh Grewal (nascido em 8 de setembro de 1960) é um ex-ciclista norte-americano que competiu no ciclismo nos Jogos Olímpicos de Verão de 1984 sob a bandeira dos Estados Unidos, onde ganhou a medalha de ouro na prova de estrada individual.